# Rue Bayard
Rue Bayard är en gata i Quartier des Champs-Élysées i Paris åttonde arrondissement. Den är uppkallad efter fältherren Pierre Terrail de Bayard (cirka 1476–1524). Rue Bayard börjar vid Cours Albert-Ier 16 och slutar vid Avenue Montaigne 42.

## Bilder
| - Gatuskylt. - Pierre Terrail de Bayard. - Rue Bayard. |

## Omgivningar
- Notre-Dame-de-Consolation
- Place de la Reine-Astrid
- Rue Jean-Goujon
- Jardin d'Erevan
- Cathédrale arménienne Saint-Jean-Baptiste
- Rue Chambiges

## Kommunikationer
- Tunnelbana – linje  – Alma – Marceau
- Tunnelbana – linjerna   – Franklin D. Roosevelt
- Busshållplats Palais de La Découverte – Paris bussnät, linje 72

### Webbkällor
- ”Rue Bayard”. Mairie de Paris. http://www.v2asp.paris.fr/commun/v2asp/v2/nomenclature_voies/Voieactu/0733.nom.htm. Läst 12 april 2023.
- ”Rue Bayard (8ème arrondissement)”. Les rues de Paris. https://web.archive.org/web/20191219140233/http://www.parisrues.com/rues08/paris-08-rue-bayard.html. Läst 12 april 2023.